# Kostryschiwka

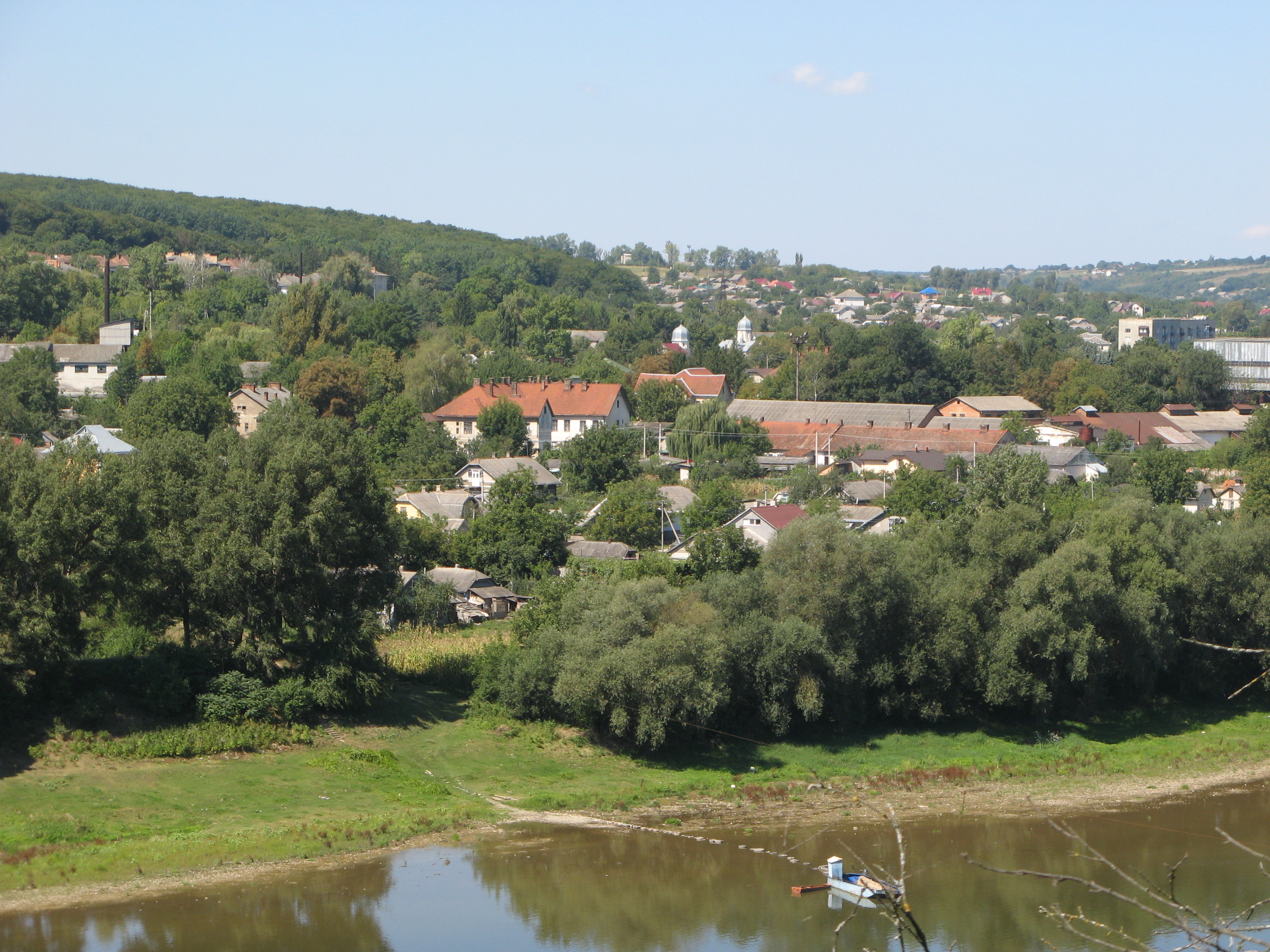
Blick auf den Ort

Kostryschiwka (ukrainisch Кострижівка; russisch Кострыжовка Kostryschowka, deutsch selten Kostryziwka, rumänisch Costrijeni oder Costrijiuca, polnisch Kostryzówka) ist eine Siedlung städtischen Typs in der ukrainischen Oblast Tscherniwzi mit etwa 2500 Einwohnern. Sie liegt im Norden der Oblast an der Grenze zur Oblast Ternopil am rechten Ufer des Dnister, gegenüber der Stadt Salischtschyky und etwa 42 Kilometer nördlich von Czernowitz.

## Geschichte
Die Siedlung wurde 1742 zum ersten Mal schriftlich erwähnt und gehörte bis 1774 zum Fürstentum Moldau. Danach war sie, bis zum Ende des Ersten Weltkriegs, ein Teil Österreich-Ungarns im Kronland Bukowina. 1898 bekam der Ort, im Zuge des Baus der Lokalbahn Lużan–Zaleszczyki einen Bahnanschluss, nach dem Ende des Ersten Weltkriegs kam er zu Rumänien (im Kreis Cernăuţi) und wurde Grenzstadt zu Polen. Wegen der Annexion der Nordbukowina am 2. August 1940 wurde er ein Teil der Sowjetunion (dazwischen 1941–1944 zu Rumänien) und ist seit 1991 ein Teil der Ukraine.
1959 wurde ihr der Status einer Siedlung städtischen Typs zugesprochen, gleichzeitig wurde die bis dahin selbstständige Gemeinde Luka dem Siedlungsgebiet einverleibt.

## Verwaltungsgliederung
Am 14. September 2017 wurde die Siedlung städtischen Typs zum Zentrum der neu gegründeten Siedlungsgemeinde Kostryschiwka (Кострижівська селищна громада/Kostryschiwska selyschtschna hromada). Zu dieser zählen auch die 4 in der untenstehenden Tabelle aufgelistetenen
Dörfer im Rajon Sastawna; bis dahin bildete sie die Siedlungsratsgemeinde Kostryschiwka (Кострижівська селищна рада/Kostryschiwska selyschtschna rada).
Seit dem 17. Juli 2020 ist der Ort ein Teil des Rajons Tscherniwzi.
Folgende Orte sind neben dem Hauptort Hlyboka Teil der Gemeinde:
| Name                     | Name       | Name                    | Name       | Name       |
| ukrainisch transkribiert | ukrainisch | russisch                | rumänisch  | deutsch    |
| ------------------------ | ---------- | ----------------------- | ---------- | ---------- |
| Jossypiwka               | Йосипівка  | Иосиповка (Iossipowka)  | Iosipovca  | Józefówka  |
| Prylyptsche              | Прилипче   | Прилипче (Priliptsche)  | Prelipcea  | Prelipcze  |
| Stepaniwka               | Степанівка | Степановка (Stepanowka) | Ștefănești | Stefanówka |
| Swenjatschyn             | Звенячин   | Звенячин (Swenjatschin) | Zvineace   | Zwiniacze  |